# Gyrobus

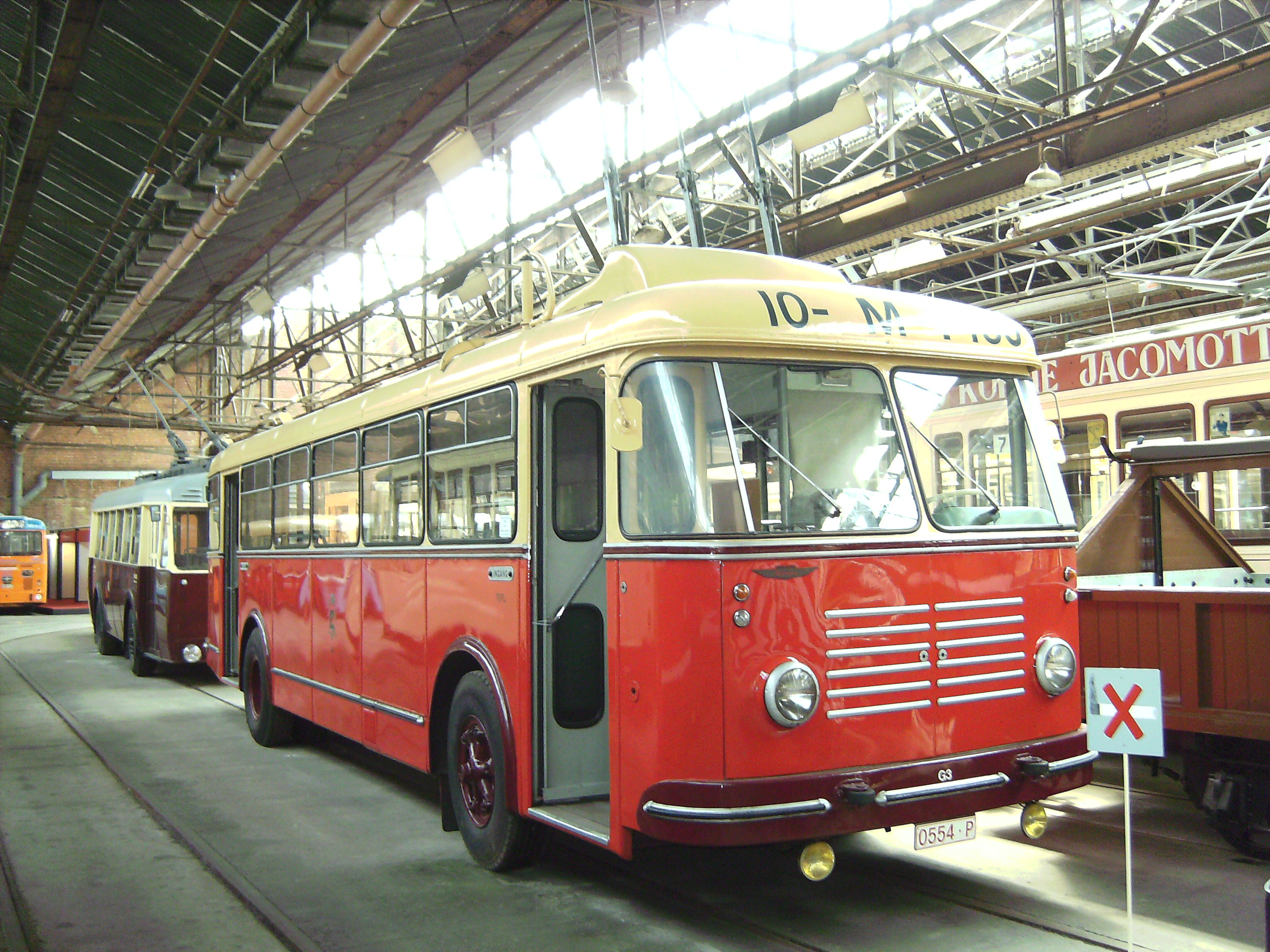
Gyrobus typu G3 z roku 1955, poslední zachovaný exemplář

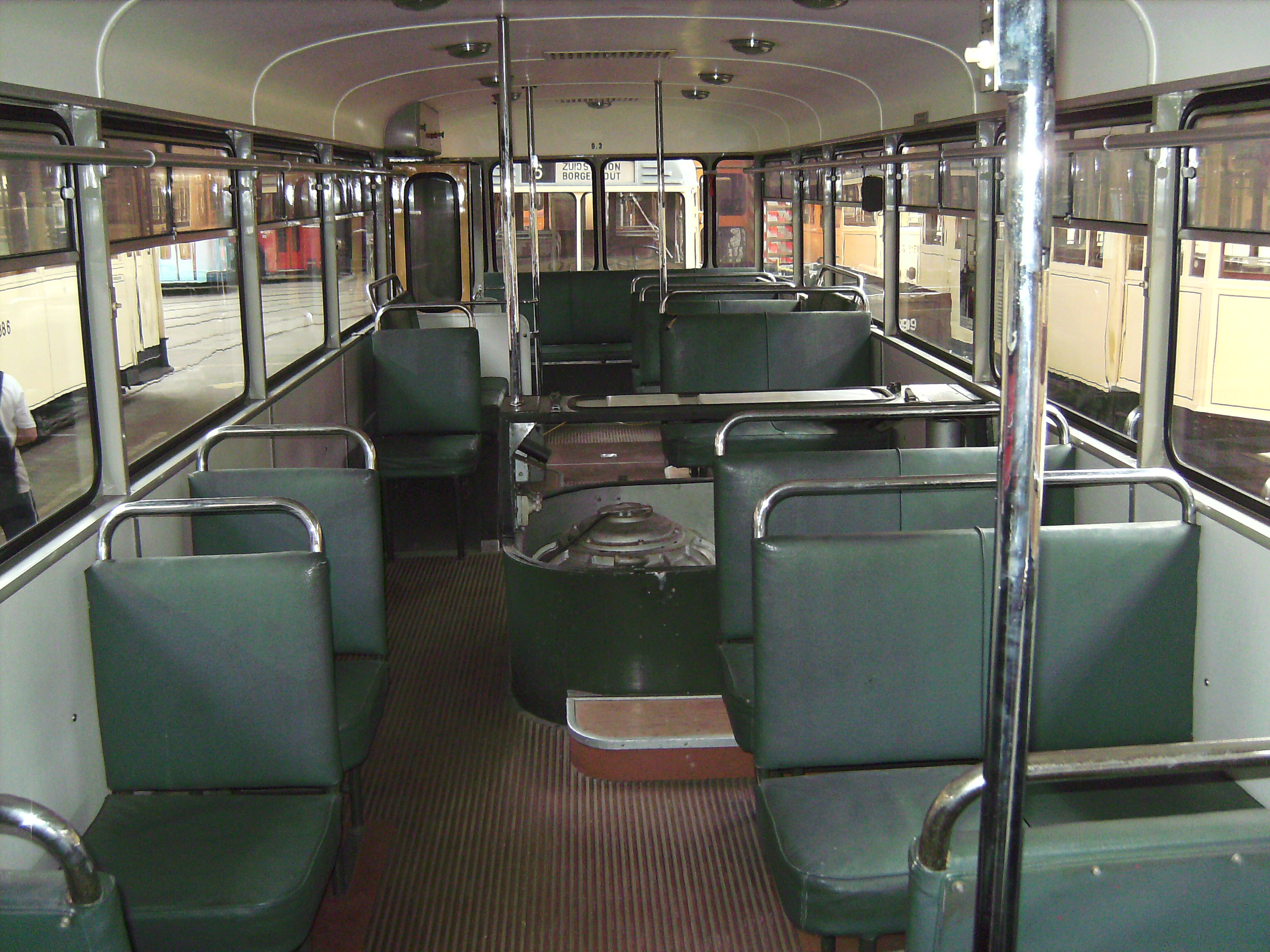
Interiér gyrobusu, uprostřed setrvačník

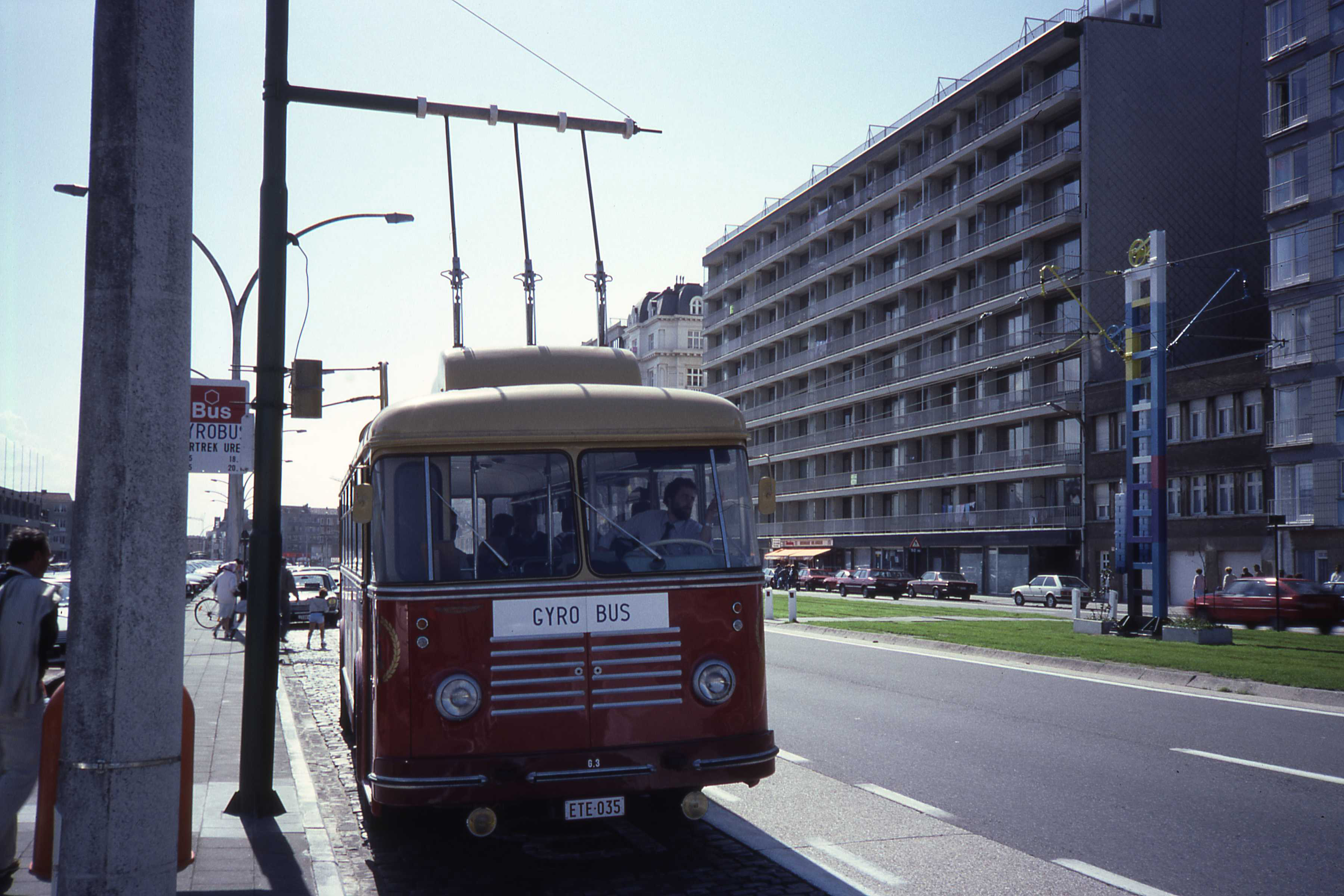
Dobíjení gyrobusu na zastávce, tyčové sběrače připojeny k napájecímu systému

Gyrobus je silniční vozidlo hromadné přepravy osob s elektrickým pohonem. Elektřinu pro trakční elektromotor dodává generátor poháněný roztočeným setrvačníkem, zabudovaným ve vozidle. Předpona gyro- v názvu pochází od řeckého výrazu pro kotouč. V padesátých letech minulého století postavila švýcarská firma Maschinenfabrik Oerlikon (dnešní ABB) jen 19 vozidel. Princip gyrobusu se do současné techniky neprosadil, přestože do pohonu byla integrována rekuperace. V devadesátých letech minulého století byly v Mnichově a Brémách znovu zkoušeny autobusy se setrvačníkovým zásobníkem energie a také ve švýcarské Basileji jezdily trolejbusy se setrvačníkovým pomocným pohonem.

## Princip
Ve skutečném provozu se gyrobusy na zastávkách a hlavně na konečných připojovaly třemi tyčovými sběrači na střeše k napájecí síti. Ta poskytovala třífázové (střídavé) napětí 500 V a napájela třífázový asynchronní motor s kotvou nakrátko, který roztáčel setrvačník, s nímž byl spojen do jednoho konstrukčního celku. Osa otáčení setrvačníku byla svislá. Soustrojí bylo umístěno uprostřed vozidla a výrazně zasahovalo do prostoru pro cestující. Po odpojení od napájecí sítě se motor přepnul do generátorického režimu a napájel trakční elektromotor. Také trakční motor se dal přepínat do generátorického režimu a mohl při brzdění dodávat energii pro roztáčení setrvačníku. Obsazený gyrobus mohl na jedno nabití ujet přibližně šest kilometrů. Ve skutečném provozu byla nabíjecí stanice zřízena vždy po čtyřech kilometrech.

## Napájecí stanice
Byly umístěny na zastávkách a v konečných stanicích. Na stožáru umístěném na okraji chodníku nad vozovkou byl upevněn vodorovný výložník se třemi kontaktními segmenty. K nim se zespodu, ze střechy gyrobusu vztyčovaly tři přívodní tyčové sběrače. Po příjezdu vozidla do zastávky se nejprve sběrače v beznapěťovém stavu připojily ke kontaktním segmentům. Na střeše vozidla byl umístěn systém pomocných kontaktů, které se v zastávce vyklápěly (natáčely) mimo obrys vozidla a připojovaly se ke kontaktnímu ústrojí na pevně umístěné svislé tyči, která byla součásti napájecí stanice. Těmito pomocnými kontakty (jeden z nich byl zemnící) sepnul řidič napájení hlavních kontaktů a roztáčení setrvačníku mohlo začít.

## Přednosti a nevýhody
Gyrobus je tišší než autobus se spalovacím motorem a za jízdy neprodukuje žádné výfukové plyny. Oproti trolejbusům nepotřebuje trolejové vedení. Díky tomu je operativnější a může snáze měnit trasu. Provozovateli odpadají náklady na budování trolejového vedení, vzhled města nekazí nevzhledné dráty.
Nevýhodou je hmotnost. Gyrobus pro dvacet cestujících s akčním radiem přibližně dvacet kilometrů potřebuje ocelový setrvačník o hmotnosti 1,5 tuny k uložení přibližně 9,15 kWh. Navíc rotující disk setrvačníku vyžaduje mimořádná bezpečnostní opatření. Obvodová rychlost disku s průměrem 1,6 metru je při 3 000 otáčkách za minutu přibližně 900 km/hod. Mimo to musí být setrvačník i s poháněcím motorem/generátorem umístěn v plynotěsné schránce. Zde je udržován snížený tlak, aby se omezily ztráty třením. Tato opatření zvyšují hmotnost vozidla o tři tuny oproti srovnatelnému autobusu s dieselovým motorem. Moderní setrvačníky z plastu vyztuženého uhlíkovými vlákny nezvyšují vlastní hmotnost vozidla o tolik. Další nepříjemnou vlastností gyrobusu jsou jeho jízdní vlastnosti. Setrvačník se svislou osou se snaží udržet vozidlo stále ve stejném směru (princip gyroskopu). Při zatáčení nebo náklonu vozidla účinkuje setrvačník proti této změně a na konstrukci vozidla působí nežádoucími bočními silami. Tento jev by bylo možné odstranit dvěma protiběžnými setrvačníky. Také vinou těchto nevýhod se koncepce vozidel se setrvačníkovým pohonem neprosadila. Osobní dopravu ovládly výkonné autobusy se spalovacími motory, s velkým dojezdem, velmi přizpůsobivé při používání. V současnosti je myšlenka zásobování vozidel elektrickou energií na zastávkách opět aktuální, a to kvůli ekologickým problémům se spalovacími motory. Například na výstavě Expo 2010 v Šanghaji jezdil „Capabus“, který čerpal elektrickou energii také při zastávkách. Energie se ovšem ukládala v kondenzátorech.

## Prototypové vozidlo
Vzniklo v roce 1950 na podvozku původně určeném pro nákladní automobil (výrobcem byla švýcarská firma FBW). Zajímavostí bylo pravostranné řízení (jako pro jízdu vlevo). Důvodem pro tuto volbu mohla být snaha usnadnit řidiči kontrolu nad nabíjecím procesem. Na střeše prototypového vozidla na pravé straně byl umístěn sloupek s pomocnými kontakty. Teprve po jejich vysunutí a kontaktu se spínacím mechanismem v napájecím stojanu se spínal proud do hlavních kontaktů. Další gyrobusy stejného výrobce už měly řízení vlevo, stejně jako běžné autobusy.

## Gyrobusy v pravidelném provozu
Ve Švýcarsku využívala dopravní společnost Societé anonyme des Transport Publics Yverdon-Grandson (TPYG) od září 1953 do října 1960 dva gyrobusy na osmikilometrové trase Tuileries de Grandson – Condémines. Jezdily v hodinových intervalech, ve špičce po půlhodině. Od srpna 1955 jezdily gyrobusy na čtyřech linkách také v Léopoldville, metropoli tehdejšího Belgického Konga. Ještě do konce padesátých let byl provoz kvůli technickým problémům a také politickým nepokojům zastaven. Mezitím byly gyrobusy vyrobené švýcarskou firmou MFO (Maschinenfabrik Oerlikon) uvedeny do provozu také v belgickém Gentu. Tři vozy jezdily na lince dlouhé 9,6 km mezi Gentem a Merelbeke. V provozu byly od září 1956 do listopadu 1959. Jedno z těchto vozidel zůstalo zachováno jako muzejní v Antverpách. Z pohledu uživatelů probíhal zkušební provoz gyrobusů příznivě. Byli ušetřeni výfukových plynů i pohledu na trolejové vedení. Všechny pokusy o zavedení provozu gyrobusů skončily zásluhou pokračující motorizace a požadavkem provozovatelů na větší flexibilitu v provozu. 